# Vesperus gomezi
Vesperus gomezi är en skalbaggsart som beskrevs av Verdugo 2004. Vesperus gomezi ingår i släktet Vesperus och familjen långhorningar. Inga underarter finns listade i Catalogue of Life.